# 斉藤倫
斉藤 倫（さいとう りん、5月2日 - ）は、日本の漫画家。愛知県出身。血液型はO型。代表作は『世界はみんなボクの為』、『路地裏しっぽ診療所』
『ノーにゃんこ ノーライフ〜僕らの地域ねこ計画〜』など。
集英社の雑誌『デラックスマーガレット』や『コーラス』、『Cookie』に作品を描いている。

## 作品リスト

### マーガレットコミックス
マーガレットコミックス（集英社）から刊行された作品。
- 春の空色がすき

短編集。『春の空色が好き』『March-3月-』『ブルーな午後のブルーな僕に』『あのときの潮風』『季節はずれの台風』『なんとなくあいつ』
- 浪漫（ロマンス）らんど

短編集。『浪漫らんど』『雪の降る音がする』『紫陽花色ゆめごこち』『たとえばこんなわたし達』『もいちどOnly You』
- 潮風をだきしめて

短編集。収録作品『潮風をだきしめて』『ふたりのハーフ・トーン』『秋桜園より』『冬の朝』
- せんちめぇとる物語
- おれんぢ待夢

同時収録『さよならと同じ』
- P.M.6:00スタジオP（全2巻）

同時収録『哀しい瞳をしないで』『ヨコハマ・カーニバル』『泣きだしそうな君の瞳がいい』
- タマネギなんかこわくない!（全3巻）
- すっとんきょーな兄妹（キョーダイ）（全3巻）

同時収録『ジングル・ホワイト』
- 17EASY（全3巻）

同時収録『午前0時の最終列車』
- 正体不明の大爆弾（ビッグボム）（全2巻）
- 一億年後の夏の話をしよう

同時収録『BABY DREAM』
- 世界はみんなボクの為（全6巻）
- スパイシーパパ（全2巻）

同時収録『愛に似たカタチ』
- Happy Happy Honey!?

同時収録『HEAD LIGHT』『7DAYS』
- 緑のキモチ

短編集。収録作品『緑のキモチ』『鐘の音色』『ゴーイング! !』『ハート・スノウ』
- このあたたかい日差しの中で（全2巻）

同時収録『SWEET WATER』
- ひこうきぐも（全3巻）

同時収録『夜も眠れない』『空を飛ぶ夢』『CHU・CHU』
- 3YEARS
- シルバー・チップ

短編集。『シルバー・チップ』『まんなか』『西にかたむく向日葵』
- 世界を敵に回しても（全4巻）

同時収録『くるちゃん闘病記』『特別なコト』『妄毒スコール』『うずまきチャージ』『ハクのコト』
- 宙返りヘヴン
- 誓いの言葉
- Juicy
- 僕の部屋へおいでよ（全2巻）
- 路地裏しっぽ診療所（『Cookie』2013年11月号 - 2018年9月号、全7巻）

### その他集英社
- 光媒の花（全3巻、原作：道尾秀介）
- ノーにゃんこ ノーライフ〜僕らの地域ねこ計画〜（『ねこねこ横丁』[4]、全3巻）

### 集英社文庫コミック版
- すっとんきょーな兄妹（キョーダイ）（全2巻）
- 世界はみんなボクの為（全3巻）
  - 一巻に友人の漫画家佐野未央子による解説がある
- タマネギなんかこわくない!（全2巻）
- 17EASY（全2巻）

### KC BE・LOVE
- 水晶の響（『BE・LOVE』2019年6月号[5] - 2021年6月号[6]、全4巻）
- 天使の警醒―16年後に目覚めた私―（『BE・LOVE』2022年12月号[7] - 2025年6月号[8]、全5巻）

### 単行本未収録作品
- トカゲの尻尾（しっぽ）[9]（『BE・LOVE』2015年16号）
- SSW飼ってます（『Cookie』2022年1月号[10] - 3月号[11]）

## 関連人物
- 幸田もも子[12] - アシスタント経験者。